# Verantwoorde Lokale Politiek
De VLP (Verantwoorde Lokale Politiek) is een politieke vereniging in de gemeente Beesel die feitelijk in 1974 is ontstaan uit het samengaan van twee lokale lijsten, en een fusie met twee kleinere lokale partijen in 1989.

## Gemeenteraadsverkiezingen 2010
Tijdens de gemeenteraadsverkiezingen van maart 2010 behaalde behaalde de VLP 2005 stemmen. Dit resulteerde in vijf van de vijftien zetels. Hiermee werd de partij de grootste en leverde twee wethouders. In 2012 is er een raadslid overgestapt van de VVD Lokaal naar de VLP zodat de fractie in 2012 zes leden telt.

## Gemeenteraadsverkiezingen 2014
Tijdens de gemeenteraadsverkiezingen van 2014 behaalde de VLP 2412 stemmen. Met deze uitslag behaalde de VLP 6 zetels in de Beeselse gemeenteraad en werd weer de grootste. De VLP werd gevolgd door het CDA die 4 zetels behaalde, de Beeselse Lijst met 3 zetels en de PvdA met 2 zetels. De VVD deed in 2014 niet mee.

## Wethouders
- Luc Drost

## Raadsleden
- Jan Hendriks
- Ilona Franssen
- Gé Derks
- Bert van den Beucken
- Lon Smeets